# Mesquita Pintada de Tètovo
La Mesquita Pintada de Tètovo (en albanés: Xhamia e Sinan Pashës; en macedònic: Шарена Џамија Šarena Đamija; en turc: Alaca Cami) és una mesquita otomana situada a la ciutat de Tètovo, Macedònia del Nord. La van construir el 1438 i, a diferència de la majoria de les mesquites de l'època, no fou finançada per un dignatari autòcton, sinó per dues germanes de Tètovo. Va ser reconstruïda el 1833 per Abdurrahman Pasha, un gran amant de Tètovo i les seues riqueses artístiques. La mesquita és un dels monuments més famosos de la ciutat juntament amb l'Arabati Baba tekke.
El monument deu el nom als innombrables panells pintats que cobreixen les façanes. Calgueren més de 30.000 ous per a fer l'aglutinant que contenia la pintura (al tremp). Els panells es van restaurar entre el 2010 i el 2011.
Les dues germanes que fundaren la mesquita estan soterrades a la turba del jardí annex.

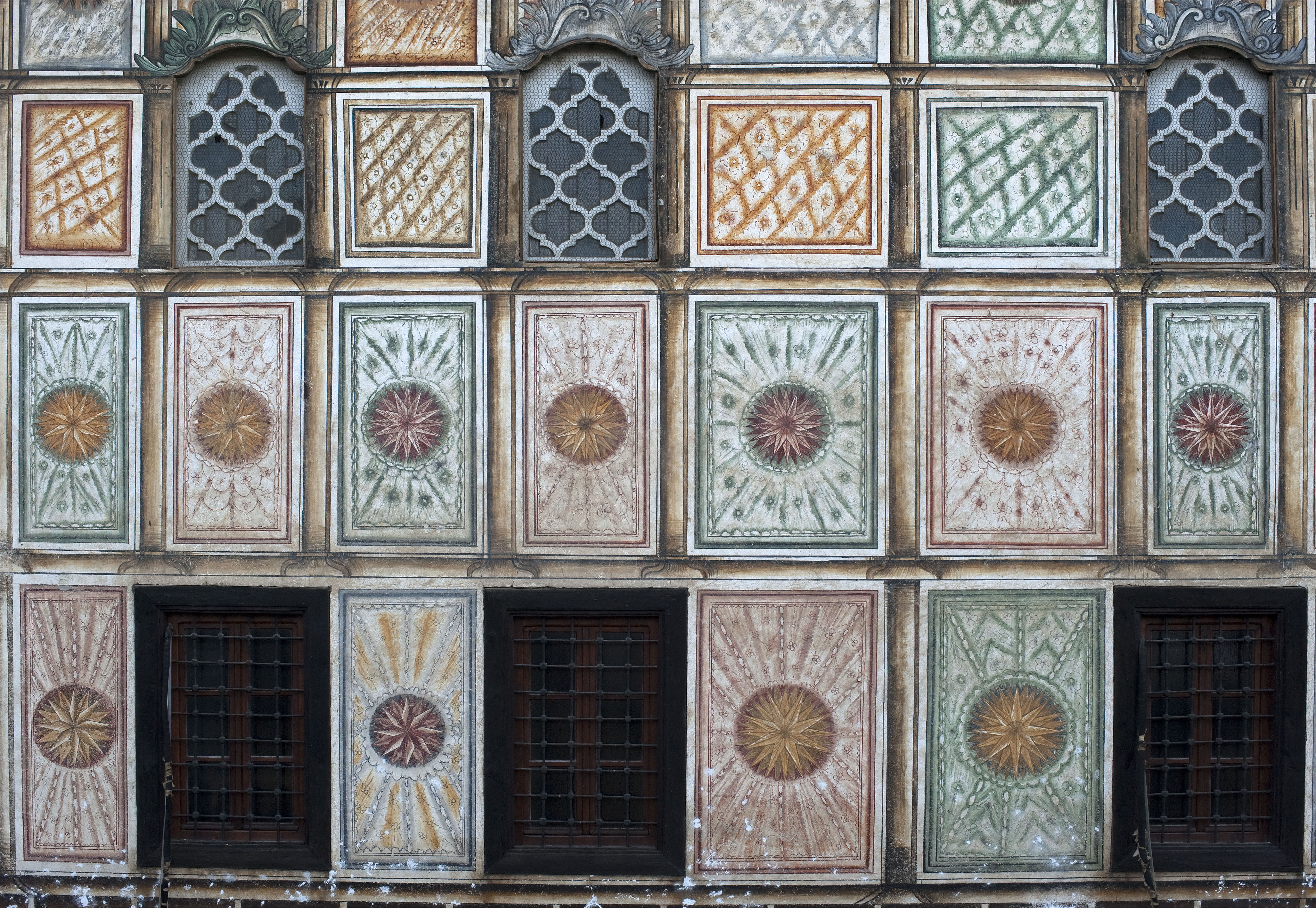
Detall dels panells
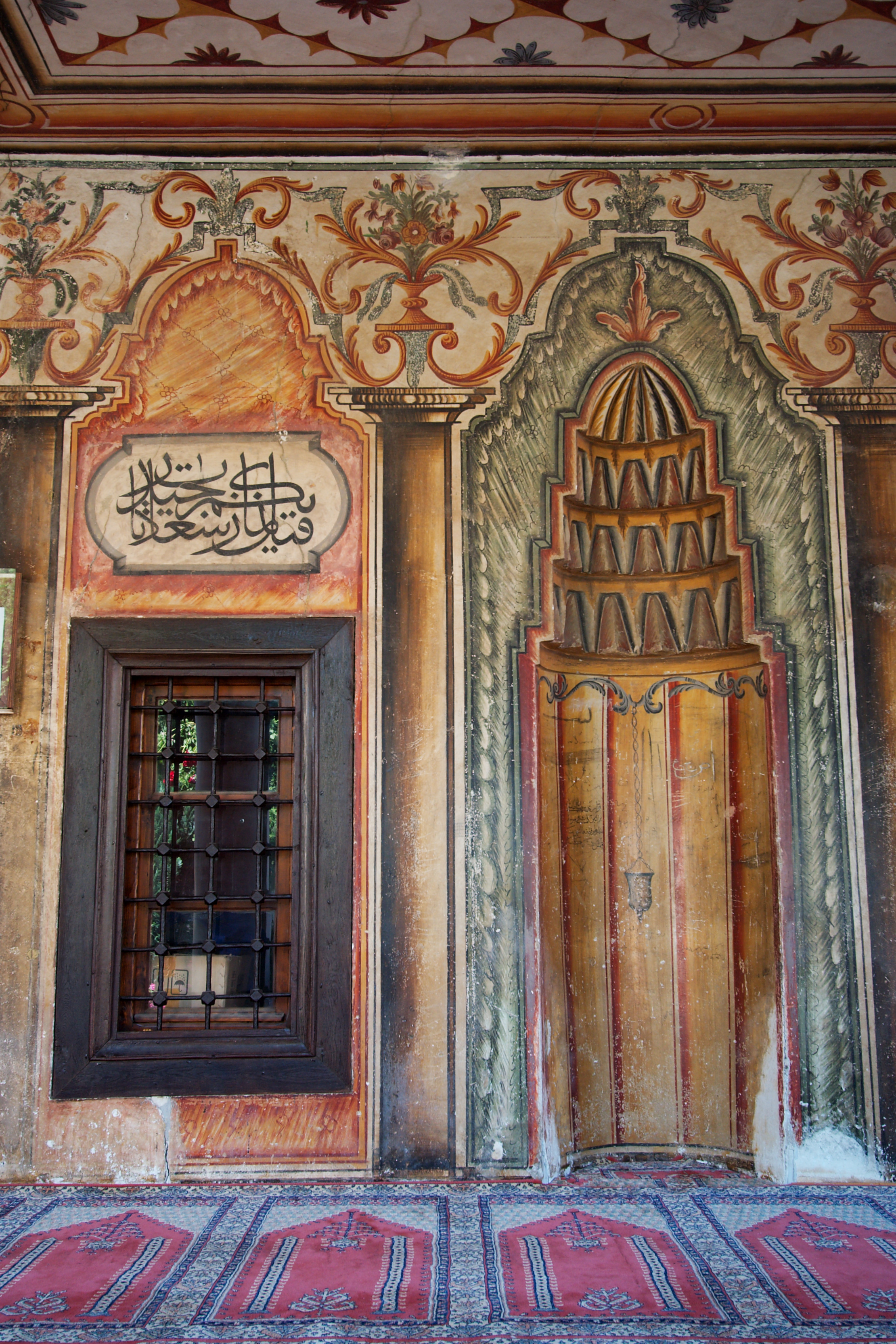
El mihrab
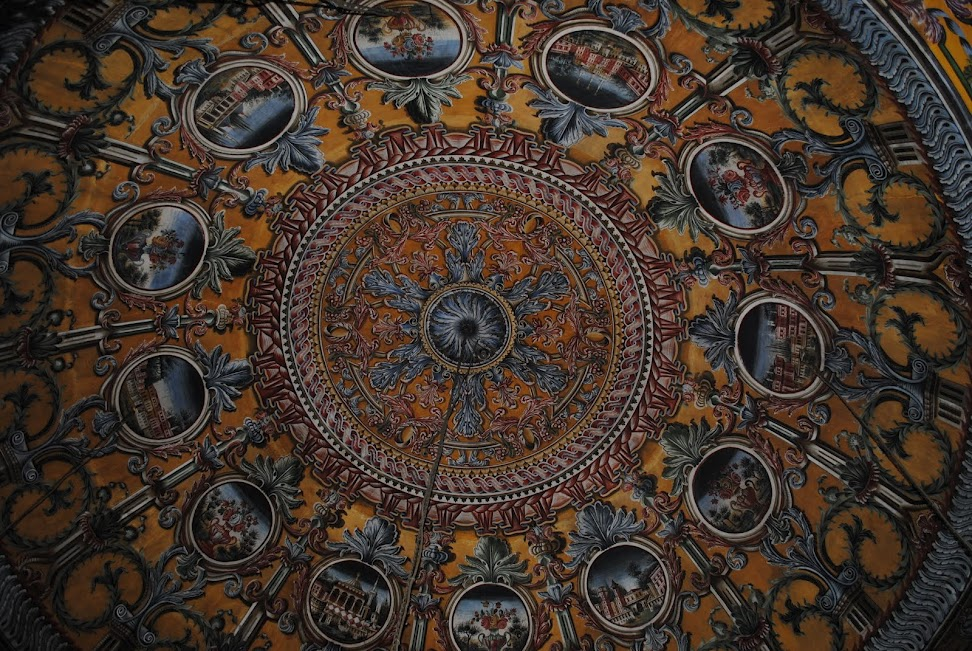
La cúpula pintada
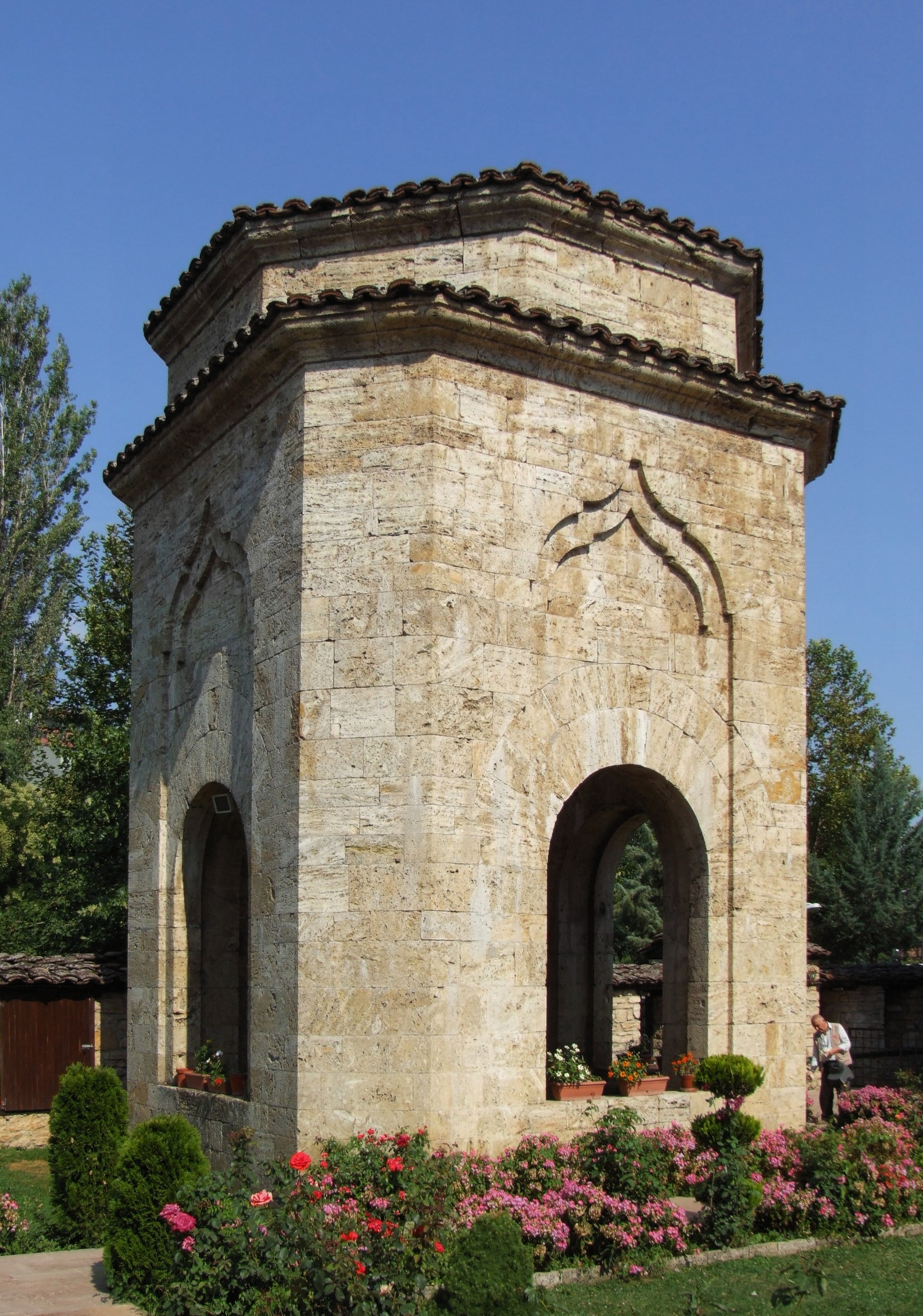
La turba